# Maurice Helsen
Maurice Helsen (Lier, 14 maart 1965) is een voormalig Belgisch politicus voor CD&V.

## Levensloop
Helsen behaalde in 1985 een graduaat in de communicatie en perswetenschappen aan het Provinciaal Hoger Instituut voor Toegepaste Communicatie (PHITC) in Antwerpen. Van 1987 tot 1988 liep hij stage op de dienst inkopen bij multinational Agfa-Gevaert. Nadien werkte hij van 1988 tot 2001 als zakenmanager en van 2001 tot 2008 als uitvoerend algemeen manager bij het chemisch bedrijf Caldic. Na zijn periode bij Caldic werd Helsen in 2009 als regionaal manager voor Europa actief voor het chemisch bedrijf Manuchar, waar hij in 2022 voorzitter werd van de raad van bestuur van Manuchar Europe.
Hij werd politiek actief voor de CVP, de huidige CD&V, en werd voor deze partij van 1995 tot 2005 OCMW-raadslid van Herenthout. Van 2005 tot 2024 was Helsen er gemeenteraadslid en van 2013 tot 2024 schepen van Financiën, Verkeer en Mobiliteit, Lokale Economie en Middenstand. Na de lokale verkiezingen van oktober 2024 verliet hij de actieve politiek en in februari 2025 werd hem de titel van ereschepen toegekend.
In februari 2019 werd Maurice Helsen Vlaams Parlementslid in opvolging van Koen Van den Heuvel, die minister werd in de Vlaamse Regering. Hij bleef dit mandaat slechts enkele maanden uitoefenen en was bij de Vlaamse verkiezingen van 26 mei 2019 geen kandidaat meer. Gedurende zijn korte periode als Vlaams Parlementslid was hij actief in de commissies Bestuurszaken, Binnenlands Bestuur, Inburgering en Stedenbeleid en Algemeen Beleid, Financiën en Begroting.
Helsen ging tevens zetelen in partijbestuur van CD&V in de regio Kempen, werd lokaal bestuurslid van de christelijke arbeidersbeweging Beweging.net en was van 2013 tot 2019 lid van de raad van bestuur van Investeringsintercommunale voor de Gemeenten van de Kempen en het Antwerpse (IKA).